# 福井県道166号北潟平山線
福井県道166号北潟平山線（ふくいけんどう166ごう きたがたひらやません）は福井県あわら市と同県坂井市を結ぶ一般県道である。

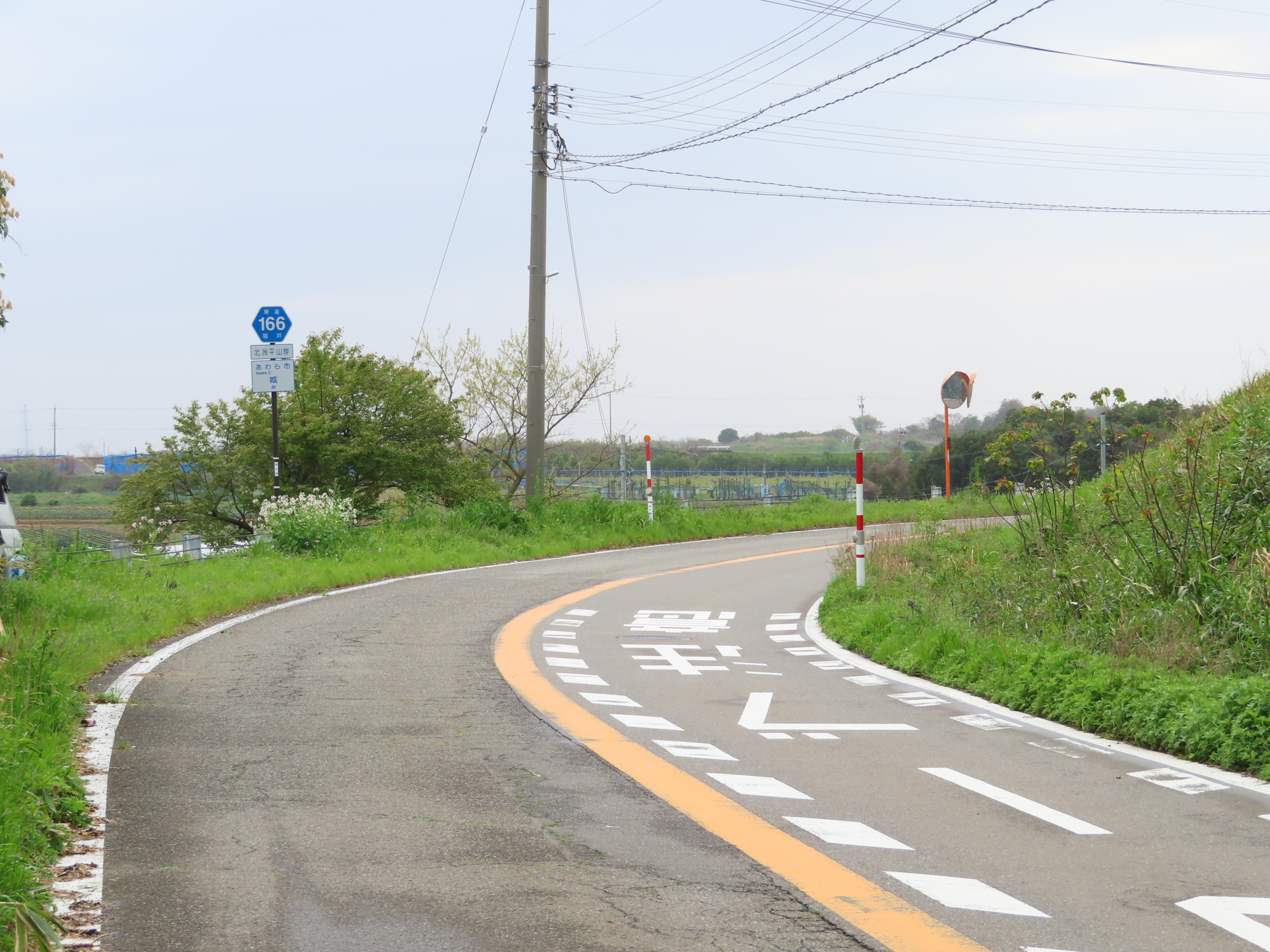
あわら市城（2023年4月）

## 路線概要
国道と主要地方道を結ぶ役割を担う路線である。坂井市とあわら市の海岸近くをクネクネと走り、この附近の集落同士を結んでいる。また沿線に福井県内で屈指のテーマパークである芝政ワールドを抱えるため、夏場はここへのアクセス路として非常な重要な役割を担っている。上記のように非常に多くの役割を果たす道路である。

### 路線データ
- 起点：福井県あわら市北潟
- 終点：同県坂井市三国町平山

## 通過する自治体
- 福井県
  - あわら市 - 坂井市

## 道路状況
福井県道152号との重複区間までが狭窄したり、道路がクネクネと曲がりくねったりと走りにくい状況が続くが、重複してからは片側1車線の快走路が終点まで続く。夏場は芝政ワールドへのアクセス路となるため、渋滞することも多くここを目的とする場合以外は極力通行を避けたほうが良いであろう路線である。

## 接続路線
- 国道305号（起点）
- 福井県道7号三国東尋坊芦原線（終点）
- 福井県道120号細呂木停車場北潟線（起点）
- 福井県道152号波松芦原線（重複）

## 沿線
- 芝政ワールド